# 佐波優子
佐波 優子（さなみ ゆうこ、1979年〈昭和54年〉 - ）は、日本の戦後問題ジャーナリスト、ニュースキャスター、モデルである。予備自衛官。慶應義塾大学SFC研究所上席所員も務めている。

## 概略
秋田県出身で埼玉県で育ち、高校卒業後は芸能事務所に所属するが倒産し、新聞奨学生を経て桐朋学園芸術短期大学に入学する。在学中にアルバイトで、自由党西村眞悟の選挙活動に参加したことを契機に、靖国神社清掃奉仕有志の会や戦没者遺骨収集事業に関わり、卒業後はモデル活動とともに陸上自衛隊の予備自衛官補に一般応募して訓練を受ける。
2010年（平成22年）にアパグループ第三回「真の近現代史観」懸賞論文で最優秀藤誠志賞を受賞する。以後は保守の論客として、おもに日本文化チャンネル桜などで活動するとともに、陸上自衛隊予備自衛官二等陸士として任用され、2018年（平成30年）現在は予備陸士長として勤める。戦争体験を後世に伝える目的で「祖父たちの戦争体験をお聞きする孫の会」を設立し、フィリピンなどで日本兵らの遺骨収集に参加している。
2014年（平成26年）東京都知事選挙で、田母神俊雄を支持して応援演説に参加する。選挙期間中に日刊ゲンダイなどのマスメディアが葛城奈海、色希（モデル）、saya（歌手）、浅野久美らを「田母神ガールズ」と取り上げた。
2015年（平成27年）2月に慶應義塾大学環境情報学部へ一般入試で合格して4月に入学した。

## 活動

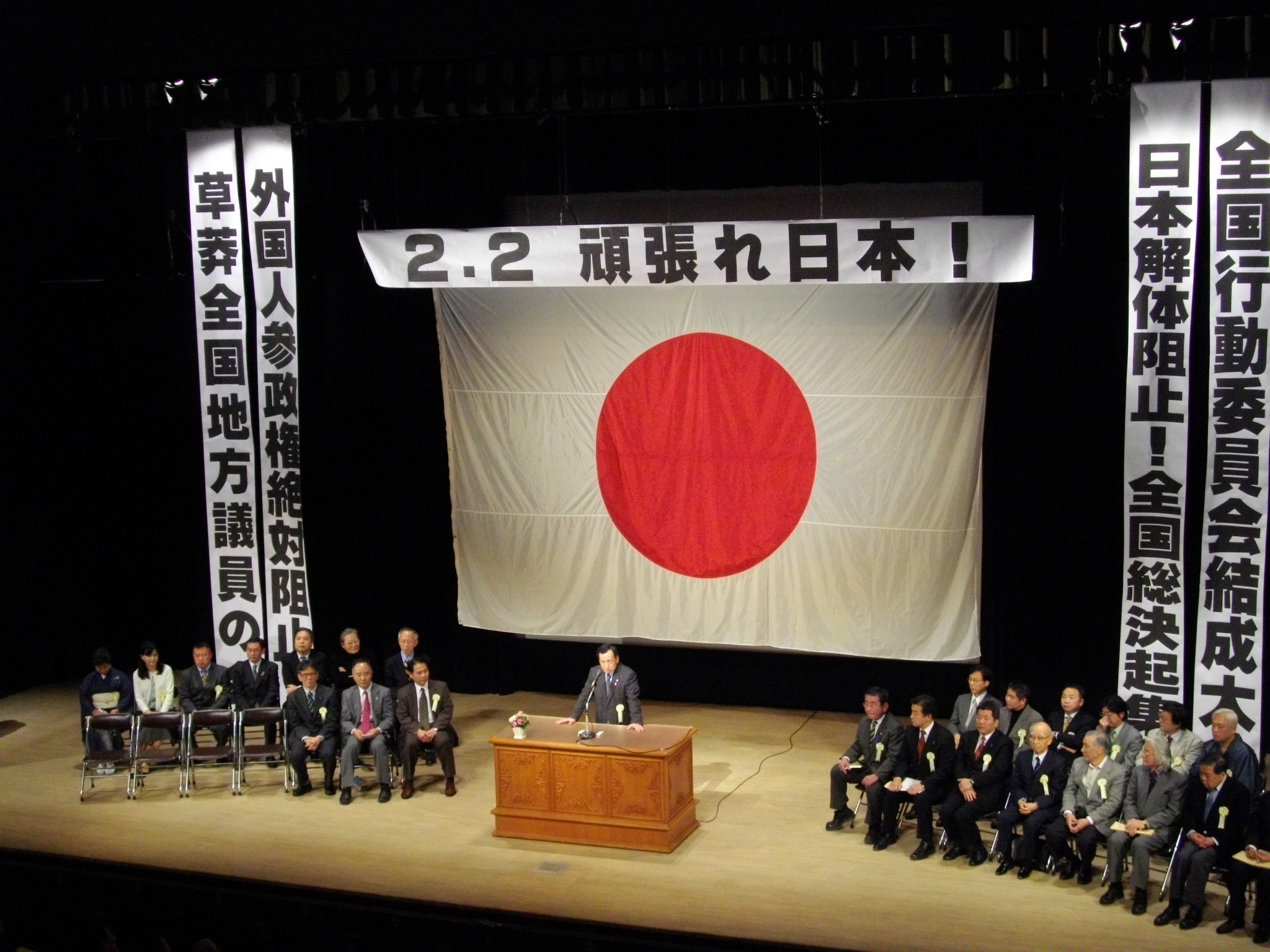
頑張れ日本!全国行動委員会結成大会に出席する佐波優子（左から2人目）。

「シベリア抑留の真実を学ぶ会」代表、元谷外志雄主宰「勝兵塾」特別講師兼顧問、頑張れ日本!全国行動委員会、靖国神社崇敬奉賛会青年部あさなぎ部員、などとして活動するほかに「祖父たちの戦争体験をお聞きする孫の会」代表として戦争体験を聴き取りしている。

### 戦没者の遺骨収集
2001年（平成13年）から硫黄島、南洋諸島、シベリア、フィリピン、ミャンマー、ロシア、モンゴル、パプアニューギニアなどで戦没者遺骨収集活動に参加して、重要性を主張している。

## 著書
- 『女子と愛国』（2013年11月2日、祥伝社、ISBN 978-4396614720）

## 出演
- 桜プロジェクト（2009年10月 - 、日本文化チャンネル桜） - 火曜日キャスター[21]